# Злидол
Злидол (болг. Злидол) — село в Болгарии. Находится в Врачанской области, входит в общину Мездра. Население составляет 112 человек.

## Политическая ситуация
Злидол подчиняется непосредственно общине и не имеет своего кмета.
Кмет (мэр) общины Мездра — Иван Аспарухов Цанов (независимый) по результатам выборов.